# Joscelmo
Joscelmo (? - Lombardía, 1177) fue un eclesiástico castellano, obispo de Sigüenza desde 1168 hasta su muerte.
Fue hijo del juez de Segovia Pedro Miguel, a quien Alfonso VII había concedido en 1154 la aldea de Moratilla de los Meleros, cuyo señorío heredó el hermano de Joscelmo, Miguel Pérez.
Algunos hechos notables de su gestión al frente de la diócesis fueron la adquisición para el obispado del santuario de la Virgen de la Hoz de Corduente, que Joscelmo cambió al señor de Molina Pedro Manrique de Lara por la mitad de Beteta; 
el pleito con los clérigos de Almazán, que se negaban a pagar los diezmos al obispado alegando un privilegio histórico; 
la asistencia a la fundación del monasterio cisterciense de Murel, que pocos años después sería trasladado al de Santa María de Óvila; o 
la ampliación de la catedral de Sigüenza, donde erigió una capilla dedicada a santo Tomás de Canterbury. 
También tuvo un papel destacado en el proceso seguido contra el obispo Bernardo de Osma, acusado de simonía; el papa Alejandro III comisionó a Joscelmo junto con el arzobispo de Toledo Cerebruno y el obispo de Segovia Gonzalo para que en calidad de jueces apostólicos estudiaran el caso, que terminó con la deposición de Bernardo.
Se halló presente en el asedio y reconquista de Cuenca por Alfonso VIII de Castilla en septiembre de 1177. 
Murió poco después en Lombardía cuando iba de camino a Roma, supuestamente para la visita ad limina; se desconoce dónde fue sepultado su cuerpo, aunque uno de sus brazos se encuentra en la capilla de santa Catalina de la catedral seguntina.

| Predecesor: Cerebruno | Obispo de Sigüenza 1168 - 1177 † | Sucesor: Arderico |